# Pilosocereus aureispinus
Pilosocereus aureispinus (Buining & Brederoo) F.Ritter es una especie de planta fanerógama de la familia Cactaceae.

## Distribución
Es endémica de Bahía en Brasil.  Es una especie rara en la vida silvestre.

## Hábitat
Su hábitat natural son las sabanas y áreas rocosas. Está amenazada por la pérdida de hábitat. 

## Descripción
Pilosocereus aureispinuses crecientemente arbustiva, con la ramificación solamente en la base y alcanza un tamaño de hasta 2 metros de altura. Los tallos lisos, rectos de color verde oscuro  son débilmente leñosos  y tienen un diámetro 5-9 centímetros. Tiene de 20 a 24 costillas. Las espinas son translúcida, a veces como cerdas doradas. Las 8-16 espinas centrales son ascendentes de 0,4 a 1,2 centímetros de largo. Las espinas radiales en número de 14 a 16 de propagación son de 4 a 12 milímetros de largo. Las  areolas están dispersas lateralmente, de ellas surgen pelo blanco y dorado y cerdas largas  de hasta 5 cm. Las flores de color blanco, en tubo estrecho en forma de embudo son de color más oscuro en el exterior y miden hasta 5 centímetros de largo y tienen 2-2,2 centímetros de diámetro. El fruto es esférico para esférico deprimido y alcanzan un diámetro de 2 a 2,6 centímetros, con una pulpa blanca.

## Taxonomía
Pilosocereus aureispinus fue descrita por (Buining & Brederoo) F.Ritter y publicado en Kakteen in Südamerika 1: 83. 1979.
Etimología
Pilosocereus: nombre genérico que deriva de la  palabra  griega:
pilosus que significa "peludo" y Cereus un género de las cactáceas, en referencia a que es un Cereus peludo.
aureispinus: epíteto latíno que significa "con espinas doradas". 
Sinonimia
- Coleocephalocereus aureispinus